# Burg Stein an der Pfreimd
Die Burg Stein an der Pfreimd, auch Schloss Stein genannt, ist die Ruine einer Höhenburg in dem Ortsteil Stein der oberpfälzischen Stadt Pfreimd im Landkreis Schwandorf von Bayern (Stein 104). Die Anlage ist unter der Aktennummer D-3-76-153-55 als denkmalgeschütztes Baudenkmal von Stein an der Pfreimd verzeichnet. Ebenso wird sie als Bodendenkmal unter der Aktennummer D-3-6935-0190 im Bayernatlas als „archäologische Befunde im Bereich des ehem. Schlosses in Stein, zuvor mittelalterliche Burg“ geführt.

## Geschichte
Im 12. Jahrhundert treten die Herren von Stein auf. 1118 wird ein Udalricus de Stein und 1444 ein Gotsalcus de Stein genannt. Die hiesige Burg gehörte zum Besitz der Leuchtenberger, seit dem 14. Jahrhundert wird diese als Lehen ausgegeben.
Zwischen den Brüdern Ulrich II. und Johann I. von Leuchtenberg fand am 28. Januar 1366 eine Landesteilung statt, bei der Landgraf Ulrich die Hälfte der Veste Stein erhielt. Albrecht I. von Leuchtenberg, der Sohn des Ulrich II., verkaufte am 30. März 1397 seine Anteile an der Veste an die Brüder Jorg (Georg der Stayner zu dem Stein) und Peter Steiner. Bezeugt wurde dieser Verkauf von Hans Ramsberger von Waldmünchen und Heinrich Radersdorfer von Pfreimd. Diese beiden Brüder werden in den folgenden Jahren mehrmals als Zeugen bei Kaufhandlungen genannt. In einem Lehenbuch gegen Ende des 14. Jahrhunderts wird Weyglein Stainer zum Stayn genannt. In dem Lehenbuch von 1408 wird hier und auf der Veste Nankau ein Peter Steiner erwähnt. Zu Beginn des 15. Jahrhunderts gelangen die Steiner in den Besitz der Veste Rackenstein, 1404 kaufte Niklas Steiner von Trebsau von den Leuchtenbergern diese Veste, 1419 kommt auch der Vordere Sitz Rackenstein an Hiltpold Steiner, der dann von Landgraf Leopold mit diesem Lehen belehnt wurde. Zwischen 1417 und 1432 erscheint ein Mathes Steiner zu dem Stein als Siegler, Bürge und Zeuge. Am 4. April 1440 kam es vor dem Lehengericht in Pfreimd zu einem Erbschaftsprozess um den Sitz zu Stein. Auf der einen Seite standen Hilpolt und Heinrich Steiner, auf der anderen Dietrich Lichtenecker und Johann Kremnitzer von und auf Schloss Stein. Der Landgraf entschied zugunsten letzteren. Die Steiner wollten sich damit nicht zufriedengeben und beschuldigten den Landgrafen, die Ausfertigung eines Appellationsbriefes verhindert zu haben. Der Landgraf rückte aber von seiner Entscheidung nicht ab. Hans Kremnitzer war 1458 Pfleger zu Rieden und 1461–1464 Pfleger zu Nabburg und in dieser Zeit auch Inhaber von Stein. Vermutlich nach dem Tod des Kremnitzers sind in den 90er Jahren des 15. Jahrhunderts die Steiner wieder mit Stein belehnt worden. Wilhelm von Stein zum Rackenstein sah sich nach dem Tod seines Bruders Hans und dessen Gemahlin Ursula, geborene Pfreimder, gezwungen, den Sitz Stein zu verpfänden, um die Ansprüche aus dem eingebrachten Ehegeld seiner Schwägerin zu befriedigen. Sein Sohn Mathes von Stein veräußerte 1524 schließlich den ganzen Besitz.
Laut Urkunde vom 11. Februar 1524 kam Stein an den Georg von Prandt. Mathes von Stein musste sich auch von seinem Besitz in Weihern trennen und diesen an den Prandt veräußern. Da letztere Familie auch im Besitz von Hohentreswitz war, gehörte sie damals zu den reichsten Landsassenfamilien im Amt Nabburg. Nachdem Veit Hans von Prandt 1599 ohne männlichen Erben verstorben war, meldete die Schwester des Verstorbenen ihre Ansprüche an. Obwohl gute Gründe für ein durchgehendes Mann- und Frauenritterlehen vorgebracht wurden, kam der Besitz an Johann Singer von Mosau (Schwager des Hans Prandt), der ab 1621 hier als Besitzer eingetragen ist. Dieser kam auch in den Besitz von Weihern. Durch seinen im gleichen Jahr erfolgten Tod kamen die Besitzungen an eine Erbengemeinschaft, die – da sie nicht katholisch waren – 1629 des Landes verwiesen wurden. Stein gelangte ebenso wie Weihern während des Dreißigjährigen Krieges an den Rand des Ruins.
Nach dem Tod des Hans Albrecht Singer, der ab 1634 als Alleinbesitzer von Stein bezeugt ist, schenkte der Wittelsbacherische Herzog Albrecht von Bayern-Leuchtenberg 1650 das apert gewordene Gut dem Christian Gobel auf Hofgiebing, Rentmeister in München, Landrichter in Haag und Kastner in Mühldorf. Nach dessen Tod († 1657) kam Stein an seinen Schwiegersohn Georg Karl von Schrenk, der am 6. April 1663 seine Pflicht ablegte. In dieser Familie verblieb Stein bis 1750. 1693 wurde Maximilian Christian Freiherr von Schrenk mit Stein belehnt. Auf ihn folgt seine Witwe, Maria Elisabeth Freifrau von Schrenk, geborene von Ginger. 1740 folgt Joseph August von Schrenk und gegen 1748 seine Witwe Maria Francisca. Diese war in zweiter Ehe mit Johann Baptist Freiherrn von Albersdorf verheiratet. Sie vertauschte ihrer Güter um Nabburg gegen das im Landkreis Cham liegende Gut Arnschwang des Alois von Bonaventura Graf von Kreuth. Letzterer wurde am 14. Juni 1751 hier immittiert. Allerdings trennte er sich bereits 1755 von diesem Besitz und verkaufte Stein an den Obmann der Judenschaft in Sulzbach, Joseph Ignati Corbinian von Korb, und dessen Ehefrau Maria Catharins Francisca, geborene von Haan. 1762 verkaufte er seinen Besitz an Maria Anna Freifrau von Podewils, geborene von Schönstätt. Nach deren Tod († 1771) regelten Anton Graf von Kreuth und Freiherr von Anethan als Vormünder der Erbin Maria Eleonora die Verlassenschaft und auch die Angelegenheiten der Hofmark.
1774 erhielt Graf Theobald Wenzel von Buttler, inzwischen verehelicht mit Maria Eleonore von Podewils, eine Koinvestitur auf Stein, trat aber die Hofmark zu Beginn des 19. Jahrhunderts (1802 oder 1805) an Johann Baptist von Duprel ab. Dessen Erben beantragten die Bildung eines Patrimonialgerichts II. Klasse für Stein, was ihnen 1820 gewährt wurde. Da die Duprels den von Buttler geforderten Kaufschilling nie erlegten, fiel die Hofmark nach einem Prozess wieder an Cajetan Graf von Buttler zurück. Aus Stein und dem Weiler Gnötzendorf wurde danach die Ruralgemeinde Stein gebildet. Mit Regierungserlass vom 22. Dezember 1971 wurde die Gemeinde aufgelöst und mit Wirkung vom 11. Januar 1971 in die Stadt Pfreimd eingegliedert.
Das Schloss kommt danach in bürgerliche Hände. Als Besitzer werden genannt: Andreas Kreuzer (1840), Mathias Kreuzer (1864), Georg Scharf (1874), Michael Scharf (1879), Martin und Katharina Zielbauer (1882), Simon Wiendl (1881), Joseph und Michael Weingarten (1883), Georg und Therese Troidl (1887), Jakob Troidl (1889), Leonhard Troidl (1910), Bergwerks- und Bauinteressengesellschaft Berlin (1912), Ludwig Magud aus Berlin (1914), Martin Werner (1916), Johann Dippel (1932), Georg und Margaretha Demleitner (1955), Herbert und Charlotte Stein (1959).

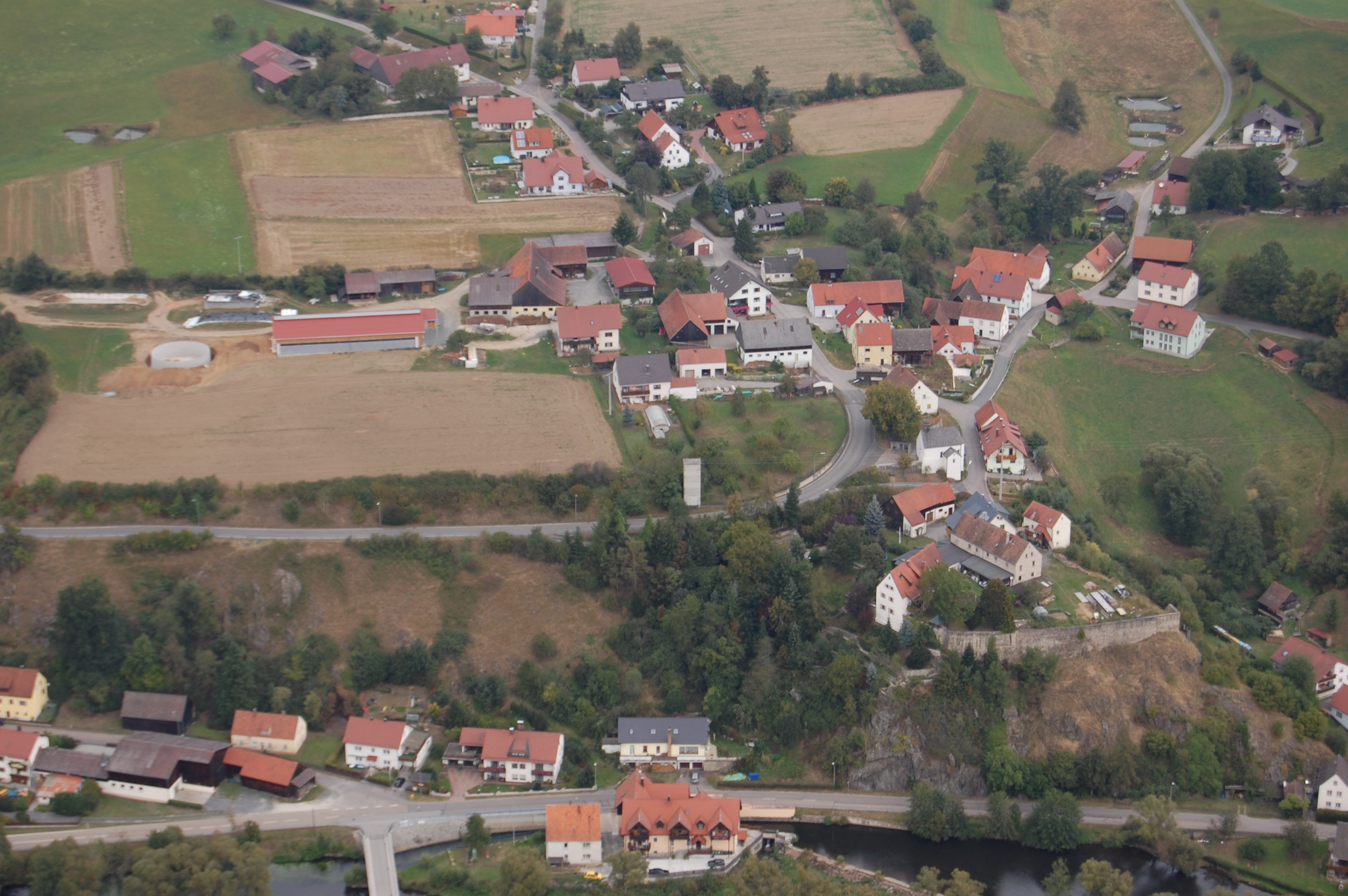
Luftbildaufnahme von Schloss Stein

## Schloss Stein einst und jetzt
Die Anlage ist auf einem Felssporn oberhalb der Pfreimd errichtet worden. Innerhalb der Burgmauern befinden sich mehrere Gebäude, darunter auch das ehemalige Schloss; dieses ist ein zweigeschossiger und verputzter Satteldachbau, der im Kern aus dem 16. Jahrhundert stammt. Zu dieser denkmalgeschützten Anlage gehören auch das Hoftor und das ehemalige Torhaus. Im 18. Jahrhundert wurde die Burg größtenteils abgetragen und ein Neubau vorgenommen. Das heutige Schlösschen ist auf den Resten eines mittelalterlichen Bergfrieds erbaut. Erhalten sind zudem Teile der Burgmauer aus Bruchsteinmauerwerk.